# Żyzny Półksiężyc
Żyzny Półksiężyc, inaczej Złoty Róg  – pas ziem o większej żyzności, mający kształt wielkiego półksiężyca, ciągnącego się od Egiptu poprzez Palestynę i Syrię po Mezopotamię.

## Charakterystyka
Kolebka geograficzna wielkich cywilizacji starożytnego Bliskiego Wschodu. Obejmował tereny rozciągające się od Memfis w dolinie Nilu, aż do Ur na południu Mezopotamii, włączając w to tereny Syrii i Kanaanu, stepu pomiędzy łańcuchem górskim Azji Mniejszej i Pustynią Syryjską. Czasem za część Żyznego Półksiężyca uważa się też wyspę Cypr.
Dzięki dogodnym warunkom powstały tu pierwsze obszary rolnicze (ok. 10 000 roku p.n.e.). W czasach rewolucji neolitycznej uprawiano tu pszenicę, proso i jęczmień. Gdy człowiek udomowił nowe gatunki roślin i zwierząt, zaczęto uprawiać rośliny strączkowe, figi oraz winną latorośl. Później rozwinęły się cywilizacje Mezopotamii, Syropalestyny, Cypru, Elamu i starożytnego Egiptu.